# Llista d'illes de les Tuamotu
L'arxipèlag de les Tuamotu, a la Polinèsia Francesa, té un total de 76 d'illes. Quasi totes són atols.

## Per ordre alfabètic
No s'inclouen les illes Gambier, considerades un arxipèlag diferenciat de les Tuamotu.
| Atol o illa  | Vila principal | Superfície (km²) | Llacuna (km²) | Comuna     | Coordenades                                | Destacat                                                     |
| ------------ | -------------- | ---------------- | ------------- | ---------- | ------------------------------------------ | ------------------------------------------------------------ |
| Ahe          | Tenukupara     | 12               | 145           | Manihi     | 14° 29′ S, 146° 19′ O / 14.483°S,146.317°O | La més petita i amb la llacuna més petita de Manihi          |
| Ahunui       | –              | 3                | 16            | Hao        | 19° 38′ S, 140° 25′ O / 19.633°S,140.417°O |                                                              |
| Akiaki       | –              | 1,2              | 0             | Nukutavake | 18° 33′ S, 139° 13′ O / 18.550°S,139.217°O | La més petita de Nukutawake i una de les 5 sense llacuna     |
| Amanu        | Ikitake        | 9,6              | 240           | Hao        | 17° 49′ S, 140° 46′ O / 17.817°S,140.767°O |                                                              |
| Anaa         | Tuuhora        | 38               | 90            | Anaa       | 17° 24′ S, 145° 30′ O / 17.400°S,145.500°O | La més gran i amb la llacuna més petita d'Anaa               |
| Anuanuraro   | –              | 7                | 7             | Hao        | 20° 25′ S, 143° 31′ O / 20.417°S,143.517°O |                                                              |
| Anuanurunga  | –              | 4,5              | 2,5           | Hao        | 20° 38′ S, 143° 19′ O / 20.633°S,143.317°O |                                                              |
| Apataki      | Niutahi        | 20               | 683           | Arutua     | 15° 27′ S, 146° 19′ O / 15.450°S,146.317°O | La més gran i amb la llacuna més gran d'Arutua               |
| Aratika      | Paparara       | 8,3              | 152           | Fakarava   | 15° 32′ S, 145° 32′ O / 15.533°S,145.533°O |                                                              |
| Arutua       | Rautini        | 14               | 516           | Arutua     | 15° 19′ S, 146° 44′ O / 15.317°S,146.733°O |                                                              |
| Faaite       | Hitianau       | 8,9              | 227           | Anaa       | 16° 45′ S, 145° 14′ O / 16.750°S,145.233°O |                                                              |
| Fakahina     | Tarione        | 8                | 20            | Fangatau   | 15° 59′ S, 140° 08′ O / 15.983°S,140.133°O | La més gran i amb la llacuna més gran de Fangatau            |
| Fakarava     | Rotoava        | 31               | 1.112         | Fakarava   | 16° 18′ S, 145° 36′ O / 16.300°S,145.600°O | La més gran i amb la llacuna més gran de Fakarava            |
| Fangatau     | Teana          | 6                | 11            | Fangatau   | 15° 49′ S, 140° 52′ O / 15.817°S,140.867°O | La més petita i amb la llacuna més petita de Fangatau        |
| Fangataufa   | –              | 5                | 53            | Tureia     | 22° 14′ S, 138° 45′ O / 22.233°S,138.750°O |                                                              |
| Hao          | Otepa          | 47               | 497           | Hao        | 18° 14′ S, 140° 53′ O / 18.233°S,140.883°O | La més gran i amb la llacuna més gran d'Hao                  |
| Haraiki      | –              | 4                | 10            | Makemo     | 17° 28′ S, 143° 27′ O / 17.467°S,143.450°O |                                                              |
| Hereheretue  | Otetou         | 4                | 29            | Hao        | 19° 52′ S, 144° 58′ O / 19.867°S,144.967°O |                                                              |
| Hikueru      | Tapupati       | 5,11             | 82,47         | Hikueru    | 17° 35′ S, 142° 37′ O / 17.583°S,142.617°O |                                                              |
| Hiti         | –              | 3,23             | 15,28         | Makemo     | 16° 44′ S, 144° 06′ O / 16.733°S,144.100°O |                                                              |
| Katiu        | Hitianau       | 27               | 235           | Makemo     | 16° 26′ S, 144° 22′ O / 16.433°S,144.367°O |                                                              |
| Kauehi       | Tearavero      | 15,18            | 315,12        | Fakarava   | 15° 53′ S, 145° 09′ O / 15.883°S,145.150°O |                                                              |
| Kaukura      | Raitahiti      | 11               | 436           | Arutua     | 15° 45′ S, 146° 41′ O / 15.750°S,146.683°O | La més petita i amb la llacuna més petita d'Arutua           |
| Makatea      | Moumu          | 24               | 0             | Rangiroa   | 15° 51′ S, 148° 15′ O / 15.850°S,148.250°O | Una de les 5 sense llacuna                                   |
| Makemo       | Pouheva        | 56               | 603           | Makemo     | 16° 36′ S, 143° 42′ O / 16.600°S,143.700°O | La més gran de Tuamotu i amb la llacuna més gran de Makemo   |
| Manihi       | Paeua          | 13               | 166           | Manihi     | 14° 27′ S, 146° 04′ O / 14.450°S,146.067°O | La més gran i amb la llacuna més gran de Manihi              |
| Manuhangi    | –              | 1                | 7             | Hao        | 19° 12′ S, 141° 15′ O / 19.200°S,141.250°O |                                                              |
| Maria Est    | –              | 3                | 7             | Gambier    | 22° 01′ S, 136° 11′ O / 22.017°S,136.183°O |                                                              |
| Marokau      | Vaiori         | 14,76            | 217,5         | Hikueru    | 18° 04′ S, 142° 16′ O / 18.067°S,142.267°O | La més gran i amb la llacuna més gran de Hikueru             |
| Marutea Nord | –              | 2,7              | 458           | Makemo     | 17° 02′ S, 143° 10′ O / 17.033°S,143.167°O |                                                              |
| Marutea Sud  | Auorotini      | 14               | 112           | Gambier    | 21° 31′ S, 135° 33′ O / 21.517°S,135.550°O | La més gran i amb la llacuna més gran de Gambier             |
| Mataiva      | Pahua          | 22               | 26            | Rangiroa   | 14° 53′ S, 148° 40′ O / 14.883°S,148.667°O | La més petita de Rangiroa                                    |
| Matureivavao | –              | 2,5              | 18            | Gambier    | 21° 28′ S, 136° 24′ O / 21.467°S,136.400°O |                                                              |
| Morane       | –              | 2                | 11            | Gambier    | 23° 09′ S, 137° 08′ O / 23.150°S,137.133°O |                                                              |
| Moruroa      | –              | 15               | 148           | Tureia     | 21° 50′ S, 138° 55′ O / 21.833°S,138.917°O | La més gran i amb la llacuna més gran de Tureia              |
| Motutunga    | –              | 1,4              | 126           | Anaa       | 17° 06′ S, 144° 22′ O / 17.100°S,144.367°O | La més petita d'Anaa                                         |
| Napuka       | Tepukamaruia   | 8                | 18            | Napuka     | 14° 10′ S, 141° 14′ O / 14.167°S,141.233°O | La més gran i amb la llacuna més gran de Napuka              |
| Nengonengo   | –              | 9                | 68            | Hao        | 18° 45′ S, 141° 48′ O / 18.750°S,141.800°O |                                                              |
| Niau         | Tupuna         | 24               | 32,4          | Fakarava   | 16° 09′ S, 146° 22′ O / 16.150°S,146.367°O |                                                              |
| Nihiru       | Tatake         | 6,7              | 79            | Makemo     | 16° 42′ S, 142° 50′ O / 16.700°S,142.833°O |                                                              |
| Nukutavake   | Tavananui      | 5,5              | 0             | Nukutavake | 19° 16′ S, 138° 46′ O / 19.267°S,138.767°O | La més gran de Nukutavake i una de les 5 sense llacuna       |
| Nukutepipi   | –              | 0,6              | 2,2           | Hao        | 20° 42′ S, 143° 03′ O / 20.700°S,143.050°O | La més petita de Tuamotu                                     |
| Paraoa       | –              | 4                | 14            | Hao        | 19° 08′ S, 140° 40′ O / 19.133°S,140.667°O |                                                              |
| Pinaki       | –              | 1,3              | 0,7           | Nukutavake | 19° 23′ S, 138° 40′ O / 19.383°S,138.667°O |                                                              |
| Puka Puka    | Tehonemahina   | 4                | 2,2           | Puka Puka  | 14° 49′ S, 138° 48′ O / 14.817°S,138.800°O | L'única illa de Puka Puka                                    |
| Pukarua      | Marautagaroa   | 7                | 23            | Reao       | 18° 19′ S, 137° 01′ O / 18.317°S,137.017°O | La més petita i amb la llacuna més petita de Reao            |
| Rangiroa     | Avatoru        | 43               | 1.592         | Rangiroa   | 15° 07′ S, 147° 37′ O / 15.117°S,147.617°O | La més gran de Rangiroa i amb la llacuna més gran de Tuamotu |
| Raraka       | Motutapu       | 7,2              | 342           | Fakarava   | 16° 10′ S, 144° 54′ O / 16.167°S,144.900°O |                                                              |
| Raroia       | Garumaoa       | 19,5             | 359           | Makemo     | 16° 05′ S, 142° 25′ O / 16.083°S,142.417°O |                                                              |
| Ravahere     | –              | 1,9              | 5,1           | Hikueru    | 18° 15′ S, 142° 09′ O / 18.250°S,142.150°O |                                                              |
| Reao         | Tapuarava      | 11               | 34            | Reao       | 18° 31′ S, 136° 22′ O / 18.517°S,136.367°O | La més gran i amb la llacuna més gran de Reao                |
| Reitoru      | –              | 1,4              | 0,6           | Hikueru    | 17° 52′ S, 143° 04′ O / 17.867°S,143.067°O | Amb la llacuna més petita d'Hikueru                          |
| Rekareka     | –              | 2,7              | 0,7           | Hao        | 16° 50′ S, 141° 55′ O / 16.833°S,141.917°O | Amb la llacuna més petita d'Hao                              |
| Taenga       | Henuaparea     | 20               | 169           | Makemo     | 16° 21′ S, 143° 08′ O / 16.350°S,143.133°O |                                                              |
| Tahanea      | –              | 8,3              | 545           | Anaa       | 16° 52′ S, 144° 46′ O / 16.867°S,144.767°O | Amb la llacuna més gran d'Anaa                               |
| Taiaro       | Paganie        | 3,85             | 11,84         | Fakarava   | 15° 45′ S, 144° 38′ O / 15.750°S,144.633°O | La més petita i amb la llacuna més petita de Fakarava        |
| Takapoto     | Fakatopatere   | 13               | 81            | Takaroa    | 14° 37′ S, 145° 12′ O / 14.617°S,145.200°O |                                                              |
| Takaroa      | Teavaroa       | 20               | 93            | Takaroa    | 14° 27′ S, 144° 59′ O / 14.450°S,144.983°O | La més gran i amb la llacuna més gran de Takaroa             |
| Takume       | Ohomo          | 5                | 42,4          | Makemo     | 15° 48′ S, 142° 12′ O / 15.800°S,142.200°O |                                                              |
| Tatakoto     | Tumukuru       | 7,3              | 20            | Tatakoto   | 17° 20′ S, 138° 24′ O / 17.333°S,138.400°O | L'única illa de Tatakoto                                     |
| Tauere       | Teanoga        | 2                | 60            | Hao        | 17° 23′ S, 141° 30′ O / 17.383°S,141.500°O |                                                              |
| Tekokota     | –              | 1                | 5,1           | Hikueru    | 17° 19′ S, 142° 35′ O / 17.317°S,142.583°O | La més petita d'Hikeru                                       |
| Tematangi    | Tehakoro       | 7,7              | 61            | Tureia     | 21° 41′ S, 140° 38′ O / 21.683°S,140.633°O |                                                              |
| Tenararo     | –              | 2                | 1,6           | Gambier    | 21° 18′ S, 136° 45′ O / 21.300°S,136.750°O | La més petita i amb la llacuna més petita de Gambier         |
| Tenarunga    | –              | 2,2              | 5             | Gambier    | 21° 21′ S, 136° 32′ O / 21.350°S,136.533°O |                                                              |
| Tepoto Nord  | Tehekega       | 4                | 0             | Napuka     | 14° 08′ S, 141° 24′ O / 14.133°S,141.400°O | La més petita de Napuka i una de les 5 sense llacuna         |
| Tepoto Sud   | –              | 1,8              | 1,6           | Makemo     | 16° 49′ S, 144° 17′ O / 16.817°S,144.283°O | La més petita i amb la llacuna més petita de Makemo          |
| Tikehau      | Tuherahera     | 25,8             | 394,3         | Rangiroa   | 15° 01′ S, 148° 10′ O / 15.017°S,148.167°O |                                                              |
| Tikei        | Tereporepo     | 4                | 0             | Takaroa    | 14° 57′ S, 144° 33′ O / 14.950°S,144.550°O | La més petita de Takaroa i una de les 5 sense llacuna        |
| Toau         | Maragai        | 9                | 561           | Fakarava   | 15° 54′ S, 146° 02′ O / 15.900°S,146.033°O |                                                              |
| Tuanake      | –              | 3,5              | 25,7          | Makemo     | 16° 39′ S, 144° 13′ O / 16.650°S,144.217°O |                                                              |
| Tureia       | Fakamaru       | 8,3              | 47            | Tureia     | 20° 50′ S, 138° 32′ O / 20.833°S,138.533°O |                                                              |
| Vahanga      | –              | 2                | 5             | Gambier    | 21° 20′ S, 136° 39′ O / 21.333°S,136.650°O |                                                              |
| Vahitahi     | Mohitu         | 2,5              | 7,4           | Nukutavake | 18° 47′ S, 138° 50′ O / 18.783°S,138.833°O |                                                              |
| Vairaatea    | Ahurua         | 3                | 13            | Nukutavake | 19° 21′ S, 139° 21′ O / 19.350°S,139.350°O |                                                              |
| Vanavana     | –              | 2                | 3             | Tureia     | 20° 47′ S, 139° 08′ O / 20.783°S,139.133°O | La més petita i amb la llacuna més petita de Tureia          |

## Per divisions administratives
Les Tuamotu-Gambier són una de les cinc subdivisions administratives de la Polinèsia Francesa. Està dividida en dues circumscripcions electorals, amb tres representants cadascuna a l'Assemblea territorial, i disset comunes que poden estar subdividides en comunes associades.
| Districte electoral        | Comuna     | Comuna associada | Habitants (cens 2002) | Illes dependents                                          |
| -------------------------- | ---------- | ---------------- | --------------------- | --------------------------------------------------------- |
| Gambier i Tuamotu de l'Est | Anaa       | Anaa             | 437                   |                                                           |
| Gambier i Tuamotu de l'Est | Anaa       | Faaite           | 313                   | Motutunga, Tahanea                                        |
| Gambier i Tuamotu de l'Est | Fangatau   | Fakahina         | 140                   |                                                           |
| Gambier i Tuamotu de l'Est | Fangatau   | Fangatau         | 135                   |                                                           |
| Gambier i Tuamotu de l'Est | Gambier    |                  | 1.097                 | Grup Acteó, Illes Gambier, Maria Est, Marutea Sud, Morane |
| Gambier i Tuamotu de l'Est | Hao        | Amanu            | 165                   | Rekareka, Tauere                                          |
| Gambier i Tuamotu de l'Est | Hao        | Hao              | 1.287                 | Ahunui, Nengonengo, Manuhangi, Paraoa                     |
| Gambier i Tuamotu de l'Est | Hao        | Hereheretue      | 60                    | Anuanuraro, Anuanurunga, Nukutepipi                       |
| Gambier i Tuamotu de l'Est | Hikueru    | Hikueru          | 150                   | Reitoru, Tekokota                                         |
| Gambier i Tuamotu de l'Est | Hikueru    | Marokau          | 55                    | Ravahere                                                  |
| Gambier i Tuamotu de l'Est | Makemo     | Katiu            | 375                   | Hiti, Tepoto Sud, Tuanake                                 |
| Gambier i Tuamotu de l'Est | Makemo     | Makemo           | 745                   | Haraiki, Marutea Nord                                     |
| Gambier i Tuamotu de l'Est | Makemo     | Raroia           | 219                   | Takume                                                    |
| Gambier i Tuamotu de l'Est | Makemo     | Taenga           | 115                   | Nihiru                                                    |
| Gambier i Tuamotu de l'Est | Napuka     | Napuka           | 253                   |                                                           |
| Gambier i Tuamotu de l'Est | Napuka     | Tepoto Nord      | 54                    |                                                           |
| Gambier i Tuamotu de l'Est | Nukutavake | Nukutavake       | 139                   | Pinaki                                                    |
| Gambier i Tuamotu de l'Est | Nukutavake | Vahitahi         | 103                   | Akiaki                                                    |
| Gambier i Tuamotu de l'Est | Nukutavake | Vairaatea        | 36                    |                                                           |
| Gambier i Tuamotu de l'Est | Puka Puka  |                  | 197                   |                                                           |
| Gambier i Tuamotu de l'Est | Reao       | Pukarua          | 210                   |                                                           |
| Gambier i Tuamotu de l'Est | Reao       | Reao             | 343                   |                                                           |
| Gambier i Tuamotu de l'Est | Tatakoto   |                  | 255                   |                                                           |
| Gambier i Tuamotu de l'Est | Tureia     |                  | 313                   | Fangataufa, Moruroa, Tematangi, Vanavana                  |
| Tuamotu de l'Oest          | Arutua     | Apataki          | 429                   |                                                           |
| Tuamotu de l'Oest          | Arutua     | Arutua           | 654                   |                                                           |
| Tuamotu de l'Oest          | Arutua     | Kaukura          | 353                   |                                                           |
| Tuamotu de l'Oest          | Fakarava   | Fakarava         | 699                   | Toau                                                      |
| Tuamotu de l'Oest          | Fakarava   | Kauehi           | 670                   | Aratika, Raraka, Taiaro                                   |
| Tuamotu de l'Oest          | Fakarava   | Niau             | 147                   |                                                           |
| Tuamotu de l'Oest          | Manihi     | Ahe              | 441                   |                                                           |
| Tuamotu de l'Oest          | Manihi     | Manihi           | 789                   |                                                           |
| Tuamotu de l'Oest          | Rangiroa   | Makatea          | 93                    |                                                           |
| Tuamotu de l'Oest          | Rangiroa   | Mataiva          | 237                   |                                                           |
| Tuamotu de l'Oest          | Rangiroa   | Rangiroa         | 2.334                 |                                                           |
| Tuamotu de l'Oest          | Rangiroa   | Tikehau          | 407                   |                                                           |
| Tuamotu de l'Oest          | Takaroa    | Takapoto         | 521                   |                                                           |
| Tuamotu de l'Oest          | Takaroa    | Takaroa          | 1.003                 | Tikei                                                     |

## Per àrees geogràfiques
No hi ha una delimitació geogràfica definida, però la gran quantitat d'atols en una gran extensió fa que sovint es facin agrupacions geogràfiques al voltant dels atols més notables. A continuació s'indiquen només els caps de comuna:
- Oest: Rangiroa, Takaroa, Manihi, Arutua, Fakarava.
- Centre: Anaa (centre-oest), Makemo, Hikueru, Hao.
- Est: Napuka, Puka Puka, Fangatau (centre-est), Tatakoto, Nukutavake, Reao.
- Sud: Tureia (sud-est), Gambier.

## Per grups d'illes
Alguns grups d'atols formen una unitat geogràfica o tenen una denominació històrica. Entre parèntesis estan les adscripcions al grup variables:
- Grup Acteó: Matureivavao, Tenararo, Tenarunga i Vahanga.
- Illes de la Decepció: Napuka i Tepoto Nord (Puka Puka)
- Illes Dos Grups: Marokau i Ravahere.
- Illes del Duc de Gloucester: Anuanuraro, Anuanurunga i Nukutepipi (Hereheretue).
- Illes Palliser: Arutua, Apataki, Kaukura (Niau, Toau)
- Illes Raevski: Hiti, Tepoto Sud i Tuanake.
- Illes del Rei Jordi: Takaroa, Takapoto i Tikei (Ahe, Manihi).

## Per àrees lingüístiques
Es distingeixen set dialectes del tuamotu o paumotu, que defineixen set àrees lingüístiques i culturals:
- Tapuhoe, al centre: Fakarava, Hao, Hikueru, Makemo, Marokau, Raroia.
- Maragai, al sud-est: Akiaki, Nukutavake, Pukarua, Reao, Tatakoto, Tureia, Vahitahi, Vairaatea.
- Mihiroa, a l'oest: Arutua, Makatea, Mataiva, Rangiroa, Tikehau.
- Vahitu, al nord-oest: Ahe, Manihi, Takapoto, Takaroa, Tikei.
- Fagatau, al nord-est: Fakahina, Fangatau, Puka Puka.
- Parata (o putahi), al sud-oest: Anaa, Hereheretue.
- Napuka, al nord: Napuka, Tepoto Nord.